# John Nelson (Generalmajor)
Sir Eustace John Blois Nelson KCVO CB DSO OBE MC (* 15. Juni 1912 in Shenley, Hertfordshire; † 23. Dezember 1993 in Oban, Argyll and Bute) war ein britischer Offizier und Generalmajor des Heeres. Er war von 1966 bis 1968 der 12. Kommandant des Britischen Sektors von Berlin und somit einer der alliierten Stadtkommandanten.

## Beginn der Militärkarriere
John Nelson besuchte zunächst die West Down School und das Eton College, ehe er das Royal Military College Sandhurst absolvierte.
Im September 1933 wurde er als Second Lieutenant den Grenadier Guards zugewiesen, bereits zwei Jahre später erfolgte die Beförderung zum Lieutenant.
Während des Zweiten Weltkriegs diente Nelson als Angehöriger des 3. Bataillons der Grenadier Guards u. a. im französischen Dünkirchen. 1940 wurde er zum Captain ernannt. Zwischen 1943 und 1945 diente er im 3. und im 5. Bataillon in Italien und in Nordafrika. Nelson war Teilnehmer des Italienfeldzuges.
Nach dem Zweiten Weltkrieg übernahm Nelson 1946 den Posten des stellvertretenden Generaladjutanten im London District. 
Noch im selben Jahr wurde er Kommandierender Offizier des in Palästina eingesetzten 1. Fallschirmjägerbataillons. Nach einer kurzen Verwendung im Kriegsministerium, befehligte Nelson das 1. Bataillon der Grenadier Guards in Nordafrika.
Zwischen 1952 und 1953 gehörte er als Generalstabsoffizier zum Planungsstab, der die Feierlichkeiten anlässlich der Krönung von Königin Elisabeth II. vorbereitete.
Nelson wechselte 1954 für zwei Jahre in die Britische Stabsmission der NATO nach Washington und absolvierte im Anschluss ein weiteres Studium am Imperial Defence College.
Von 1959 bis 1961 befehligte er die 4. Brigade bei der Rheinarmee und wurde schließlich als Generalmajor 1962 zum Kommandierenden General des London District ernannt.

## Berliner Stadtkommandant
Als Nachfolger von David Peel Yates wurde Nelson im Februar 1966 neuer Kommandant des Britischen Sektors von Berlin und somit einer der alliierten Stadtkommandanten. Er bildete mit den US-Amerikanern John F. Franklin und Robert G. Furgeson (ab Juni 1967) sowie den Franzosen François Binoche und Bernard Huchet de Quénetain (ab 1967) die höchste Instanz der West-Alliierten Berlins. Er gehörte somit der Alliierten Kommandantur an, die dem Alliierten Kontrollrat unterstellt war.
Als Stadtkommandant übernahm er einen der wichtigsten und herausragendsten Posten, den das britische Militär außerhalb Großbritanniens zu vergeben hatte. Als solcher war er zum einen militärischer, aber vor allem „politischer Führer“ seines Landes und übte eine Art Vertretereigenschaft für Königin Elisabeth II. aus, da Berlin formal nicht zum Geltungsbereich der Bundesrepublik Deutschland gehörte und Großbritanniens in Bonn residierender Botschafter unzuständig war.
Wie seine Vorgänger auch, konzentrierte sich Nelson als Stadtkommandant überwiegend auf die politische und diplomatische Vertretung seines Landes und seine Aufgaben als Mitglied der Alliierten Kommandantur, während der jeweilige Brigadekommandeur die rein militärische Führung der Britischen Streitkräfte in der Vier-Sektoren-Stadt übernahm.
Mit dem Wechsel nach Berlin bezog Nelson mit seiner Familie die im Berliner Ortsteil Gatow befindliche Villa Lemm. Auf dem Anwesen residierten auch die Mitglieder des britischen Königshauses während ihrer Berlin-Aufenthalte. Der Funktion des Gastgebers gegenüber der Königsfamilie kam ein britischer Stadtkommandant mindestens einmal pro Jahr nach, wenn die Abnahme der Königlichen Geburtstagsparade („Queens Birthday Parade“) auf dem Berliner Maifeld am Olympiastadion anstand.
In seine Amtszeit fiel der Absturz des sowjetischen Kampfflugzeuges des Typs Jak-28P am 6. April 1966. Die beiden Besatzungsmitglieder Boris Kapustin und Juri Janow verhinderten den Absturz über West-Berliner Gebiet nur dadurch, dass sie die zur Verfügung stehenden Schleudersitze nicht bedienten und die Maschine in den im Bezirk-Spandau liegenden Stößensee abstürzen ließen. Beide Piloten kamen dabei ums Leben.
Der Stößensee befand sich im Britischen Sektor von Berlin, weshalb sämtliche Folgemaßnahmen in die Zuständigkeit Nelsons fielen. Um den neuen Motor des modernen Flugzeugs genauer untersuchen zu können, zögerte Nelson dessen Herausgabe so lange hinaus, bis aus London eingeflogene Fachleute die Triebwerke genauer untersuchen konnten.
Im Februar 1968 wurde Nelson wieder abberufen und durch James Bowes-Lyon als Stadtkommandant abgelöst.
Im selben Jahr trat er in den Ruhestand. Elisabeth II würdigte ihn mit der Verleihung der Ordensstufe Knight Commander Royal Victorian Order und erhob ihn somit in den Adelsstand.

## Privates
John Nelson war der Sohn von Roland Hugh Nelson und dessen Frau Hylda. Er war seit dem 10. Oktober 1936 mit seiner Frau Margaret (1916–1995) verheiratet. Aus der Ehe gingen die Töchter Juliet (1940–1998) sowie die frühere britische Parlamentsabgeordnete Jennifer Forwood, Baroness Arlington (* 1939) hervor.
Er lebte in der Ortschaft Arundel in der englischen Grafschaft Sussex und verwendete stets seinen zweiten Vornamen als Rufnamen.
1945 kandidierte er vergeblich für einen Parlamentssitz des Londoner Bezirks Whitechapel.
John Nelson starb am 23. Dezember 1993 im Alter von 81 Jahren und wurde in den Wellington Barracks in London mit einer großen Trauerfeier geehrt.

## Auszeichnungen
- Knight Commander Royal Victorian Order
- Companion of The Most Honourable Order of the Bath
- Distinguished Service Order
- Officer The Most Excellent Order of the British Empire
- Military Cross